# Irma, la de los peces
Irma, la de los peces es el cuarto capítulo de la segunda temporada de la serie de televisión argentina Mujeres asesinas. Este episodio se estrenó el día 2 de mayo de 2006. En el libro de Mujeres asesinas este capítulo recibe el nombre de Irma M., experta en peces.
Este episodio fue protagonizado por Araceli González en el papel de asesina. Coprotagonizado por Luis Luque. También, contó con la actuación especial de Silvina Bosco. Y las participaciones de Gianni Fiore y Juan Bonaudi.

## Desarrollo

### Trama
Irma (Araceli González) es una mujer sofocada por su marido. Celoso hasta el hastío, violento, agresivo y paranoico, Osvaldo (Luis Luque) asfixia a su mujer y se empeña por mantenerla bajo sus alas. No concibe la idea de que ella estudie, de que progrese en su trabajo, y mucho menos de cumplirle el deseo de hacerla madre. Irma siente que no puede respirar; y encuentra consuelo en los peces, a los que cuida como si fueran sus hijos. Tiene casi una obsesión con ellos, quizás porque se siente identificada. En una riña entre ellos Osvaldo rompe el bello estanque de peces, pero no conforme termina aplastándolos. Ella solo puede quedarse inmóvil mirando. Aturdida y desesperada, toma una de las medias que su marido le regaló, la llena con las piedras que la pecera dejó al romperse y sigilosamente se introduce a la habitación donde su marido duerme y aprovechando le rompe la cabeza con diez certeros golpes que lo matan.

### Condena
Irma S. se entregó a la policía y confesó el asesinato de su marido. Está internada en un hospital psiquiátrico. No volvió a hablar.

## Elenco
- Araceli González como Irma
- Luis Luque como Osvaldo
- Juan Bonaudi
- Gianni Fiore
- Silvina Bosco

## Adaptaciones
- Mujeres asesinas (Colombia): Irma, la de los peces - Cristina Umaña
- Mujeres asesinas (México): Irma, de los peces - Jacqueline Bracamontes